# Vânători (okręg Mehedinți)
Vânători – wieś w Rumunii, w okręgu Mehedinți, w gminie Vânători. W 2011 roku liczyła 1030 mieszkańców.